# Andrea Platzaert
Andrea Platzaert (fl. XVIII secolo) è stato un giurista e politico italiano, attivo presso la corte di Vittorio Amedeo II, re di Sardegna della dinastia dei Savoia.
Ricoprì l'incarico di Segretario della Guerra per il sovrano sabaudo. Viene considerato l'ispiratore delle cosiddette Costituzioni Piemontesi (promulgate nel 1723), uno dei pochi progetti di "ordinanze" che ebbe effettiva realizzazione.